# Волкуни
Волкуни (пол. Wołkuny) — село в Польщі, у гміні Посвентне Білостоцького повіту Підляського воєводства.
Населення — 45 осіб (2011).
У 1975-1998 роках село належало до Білостоцького воєводства.

## Демографія
Демографічна структура станом на 31 березня 2011 року:
|          | Загалом | Допрацездатний вік | Працездатний вік | Постпрацездатний вік |
| -------- | ------- | ------------------ | ---------------- | -------------------- |
| Чоловіки | 15      | 3                  | 10               | 2                    |
| Жінки    | 30      | 9                  | 15               | 6                    |
| Разом    | 45      | 12                 | 25               | 8                    |